# Universidade Alto Vale do Rio do Peixe
A Universidade Alto Vale do Rio do Peixe (UNIARP) é uma universidade comunitária, mantida pela Fundação Universidade Alto Vale do Rio do Peixe (FUNIARP), com sede na cidade de Caçador, no estado de Santa Catarina.

## Histórico
A história da UNIARP começou em 1971, quando foi criada a Fundação Educacional do Alto Vale do Rio do Peixe (FEARPE). A FEARPE foi criada a partir de uma política pública do estado de Santa Catarina, voltada a garantir a igualdade de oportunidades educacionais à população do estado, bem como estimular a implantação de cursos diversificados destinados a atender demandas regionais.
Com uma alteração organizacional, em 1997 a FEARPE constituiu junto com a FUNPLOP, FUNORTE, FEAUC e FEPLAC a Universidade do Contestado (UnC). Em dezembro de 2009 a UNIARP foi reconhecida pelo CEE (Conselho Estadual de Educação) como universidade autônoma, desmembrando-se assim da UnC.
A Universidade Alto Vale do Rio do Peixe (UNIARP) possui unidades em Caçador e em Fraiburgo. É mantida pela Fundação Universidade Alto Vale do Rio do Peixe – FUNIARP, ente público de direito privado, filantrópica e sem fins lucrativos, dotada de autonomia administrativa, patrimonial, econômico-financeira e didático-disciplinar.
A universidade é referência em educação superior no meio oeste de Santa Catarina. Oferece 27 cursos de Graduação e incentiva o aperfeiçoamento profissional com cursos de Pós-Graduação em nível de especialização e mestrado, além de investimentos em pesquisa e programas de extensão.

## Cursos de graduação
A universidade oferece os seguintes cursos de graduação: Administração, Agronomia, Arquitetura e Urbanismo, Ciências Biológicas, Ciências Contábeis, Jornalismo, Direito, Educação Física, Enfermagem, Engenharia Ambiental e Sanitária, Engenharia Civil, Engenharia de Controle e Automação, Engenharia de Produção, Engenharia Elétrica, Engenharia Mecânica, Farmácia, Fisioterapia, Psicologia, Serviço Social, Sistemas de Informação, e Tecnologia em Estética e Cosmética.

## Pós-graduação
A UNIARP oferece cursos de Pós-Graduação em nível de Especialização e MBA (lato sensu) nas seguintes áreas: Ciências Exatas e da Terra, Ciências Humanas, Ciências da Saúde e Ciências Sociais Aplicadas. Em nível de mestrado (stricto sensu) oferece dois cursos, sendo: Mestrado Acadêmico em Desenvolvimento e Sociedade e Mestrado Profissional em Educação Básica.

## Colégio de Aplicação
O Colégio de Aplicação foi autorizado pelo Decreto nº 4.202 de 26 de dezembro de 1977, funcionando nas dependências da UNIARP, que é sua mantenedora. Atualmente, o Colégio de Aplicação mantém o funcionamento da Educação Infantil, Ensino Fundamental e Ensino Médio.
O Colégio funciona em dois turnos: matutino e vespertino, atendendo alunos a partir do Berçário (03 meses) até o Terceiro ano do Ensino Médio. Atende também alunos de 03 meses a 5 anos em período integral (matutino e vespertino).

## Biblioteca universitária
A Biblioteca Universitária Comendador Primo Tedesco foi fundada em 1972, funcionando inicialmente em uma das salas do Colégio Nossa Senhora Aparecida. Em 1975, a Biblioteca foi transferida para o prédio da FEARPE. A Biblioteca Universitária hoje é referência para comunidade acadêmica e população em geral.
O local possui em seu acervo um total de 45.110 títulos e 92.326 volumes. Em 2008, a Biblioteca passou por reformas de ambientalização e climatização para receber o projeto Indústria do Conhecimento, uma promoção do SESI Nacional e executado em Caçador, pelo Sistema FIESC em parceria com a Universidade.
Além da ampliação do acervo, com aquisição de livros das mais diversas áreas, a Biblioteca do Campus possui computadores com acesso à Internet. Conta ainda com amplos espaços para leitura, cabines para estudos individuais ou em grupo e terminais de consulta.

## Editora UNIARP
A editora UNIARP tem como missão contribuir com o ensino, a pesquisa e a extensão, publicando resultados das atividades produzidas na UNIARP e no Colégio Aplicação, e em outras instituições de ensino superior, divulgando formas alternativas para planejar o futuro, buscando o desenvolvimento socioeconômico e político-cultural regional de sua abrangência. Pode ser acessada pela plataforma.